# The Birthday Party
The Birthday Party (изначально — The Boys Next Door) — австралийская постпанк-группа, существовавшая в период с 1978 по 1983 год. Группа не имела большого коммерческого успеха, несмотря на положительные отзывы музыкальных критиков, в том числе знаменитого британского радиоведущего Джона Пила. Коллектив исполнял очень мрачный и довольно авангардный постпанк с текстами на тему греха и проклятия, используя в них ветхозаветные образы. Впоследствии The Birthday Party была названа одной из «самых тёмных и самых сложных постпанк-групп начала 1980-х». Профессиональный критик Саймон Рейнольдс отнёс стиль коллектива к готик-року. Их песня «Release the Bats» неоднократно называлась в числе оказавших влияние на готическую музыку.

## История

### The Boys Next Door
Вокалист Ник Кейв, гитарист Мик Харви и ударник Филл Калверт познакомились в частной школе для мальчиков Caulfield начале 1970-х. В 1973 году они сформировали рок-группу, в состав которой, помимо Кейва, Харви и Калверта, вошли гитарист Джон Коцивера, басист Бретт Парселл и саксофонист Крис Койн. Все шестеро были участниками церковного хора. Группа играла на школьных вечерах под разными названиями, исполняя репертуар Элиса Купера, Дэвида Боуи и Лу Рида. после окончания учёбы в 1975 году Кейв, Харви и Калверт решили продолжить музыкальную деятельность. Приняв в качестве басиста Трейси Пью, коллектив взял себе имя The Boys Next Door.
В 1976 году, в то время как молодые группы Австралии The Saints и Radio Birdman исполняли панк-рок, Boys Next Door выступали в барах Мельбурна с кавер-версиями прото-панк-композиций. В 1977 году коллектив серьёзно увлёкся новой волной и начал сочинять в этом стиле собственный материал (песни «Sex Crimes» and «Masturbation Generation»). В 1978 году к The Boys Next Door присоединился второй гитарист Роуленд С. Ховард. С его приходом звучание группы стало меняться, приобретая элементы рокабилли, фри-джаза и блюза. Характерной особенностью коллектива стал экспрессивный вокал Кейва, хаотичная обратная связь Ховарда и Харви, монотонный бас Пью и неистовая, но минималистичная игра на барабанах Калверта. Во время своих выступлений участники часто выглядели истощёнными, словно группа находится на грани краха. Вскоре The Boys Next Door начали работать с продюсером Тони Коэном и нашли финансового менеджера в лице Кита Гласса. Почти все записи The Boys Next Door были выпущены лейблом Гласса Missing Link Records.

### The Birthday Party
В 1980 году одна из наиболее известных песен The Boys Next Door «Shivers» была запрещена на радиостанциях за строчки о самоубийстве. Тогда коллектив изменил название на The Birthday Party и отправился в Англию. Новое имя группы, по некоторым данным, было выбрано в честь одноимённой пьесы Гарольда Пинтера. The Birthday Party базировались в Лондоне, периодически выезжая на гастроли по европейским городам, в том числе родному Мельбурну. В этот период коллектив начал играть чрезвычайно агрессивный постпанк, в многом опережающий своё время. Образ Кейва колебался от угрожающего до совершенно сумасшедшего. Критики того времени в своих обзорах писали: «Ник Кейв не столько поёт, сколько исторгает вокал из своего нутра» и «даже Джон Кейл и Альфред Хичкок никогда не были такими жуткими». Альбомы того периода — Prayers on Fire и Junkyard — описывались как «тёмные и богохульные», «ветхие и зловещие». Помимо собственного творчества, в 1982 году The Birthday Party в полном составе приняли участие в записи альбома Лидии Ланч Honeymoon in Red. Он вышел лишь пять лет спустя, причём Кейв и Харви были так недовольны финальным сведением записи, что потребовали исключить свои имена из буклета к альбому.
В то же время коллектив начал делать первые шаги к своему распаду. Истощённые постоянным приёмом алкоголя и наркотиков, участники перестали ладить между собой. В начале 1982 года Трейси Пью был арестован за вождение автомобиля в состоянии алкогольного опьянения. Помимо этого нарушения, в послужном списке басиста было найдено мелкое воровство и он был приговорён к двум с половиной месяцам тюремного заключения. На некоторое время Пью был заменён басистом Magazine Барри Адамсоном и братом Роуленда Ховарда, Гарри Ховардом. Вслед за этим группу покинул Филл Калверт. Утверждалось, что ударника изгнали за то, что он был не в состоянии исполнить свои партии в песне «Dead Joe», но впоследствии поднималась версия и о том, что Калверт ушёл по собственному желанию, из-за творческих разногласий с другими участниками. В 1983 году The Birthday Party отправились в Западный Берлин. Пью отбыл заключение и вернулся в группу, которая смогла записать ещё несколько композиций. Одна из них, «Mutiny in Heaven», известна по участию в ней лидера Einstürzende Neubauten Бликсы Баргельда. К концу 1983 года отношения в коллективе окончательно испортились. Мик Харви, до того заменявший барабанщика Филла Калверта, отказался принимать участие в последних гастролях The Birthday Party. В конечном итоге последовал раскол между Ником Кейвом и Роулендом Ховардом. В конце 1983 года группа была расформирована.

### После распада
Ник Кейв основал группу Nick Cave and the Bad Seeds, в первый состав которой вошли Мик Харви, Бликса Баргельд, Барри Адамсон и безработный музыкант Хьюго Рэйс. The Bad Seeds выпустили пятнадцать студийных альбомов и продолжают существовать до сих пор. В записи их третьего альбома Kicking Against the Pricks (1986) приняли участие Роуленд Ховард и Трейси Пью. С 2007 по 2010 год Кейв работал в составе своего сайд-проекта Grinderman, который выпустил два альбома, часто сравниваемых с творчеством The Birthday Party. В 2007 году Ник был включён в Зал славы Австралийской ассоциации звукозаписывающих компаний. В своей речи он воздал должное The Bad Seeds и The Birthday Party и пожелал, чтобы Мик Харви, Роуленд С. Ховард и Трейси Пью также были включены в Зал.
Мик Харви был участником Nick Cave and the Bad Seeds двадцать пять лет и покинул группу в 2009 году, ссылаясь на личные проблемы. Во второй половине 1980-х, одновременно с работой в The Bad Seeds, был участником группы Crime and the City Solution, в состав которой входили Саймон Бонни, Роуленд С. Ховард, Гарри Ховард и Кевин Пол Годфри. Коллектив часто менял составы и был крайне переменчивым. Музыкант ушёл из него в 1990 году. С 1995 по 2011 год он выпустил пять сольных альбомов, а также принял участие в записи альбомов британской исполнительницы Пи Джей Харви. Мик был гитаристом, ударником и органистом на альбомах своего коллеги Роуленда Ховарда Teenage Snuff Film и Pop Crimes. Руководил переизданием пластинок The Birthday Party.
Роуленд С. Ховард был гитаристом в Crime and the City Solution. Он записал с группой один альбом и покинул её в 1986 году. Основал собственный коллектив These Immortal Souls, в состав которого вошли басист Гарри Ховард, ударник Кевин Пол Годфри и клавишница Женевьева МакГаккин. These Immortal Souls выпустили два альбома и прекратили своё существование в 1998 году, в связи со смертью Годфри. Роланд выпустил два сольных альбома, а также две совместные работы: Shotgun Wedding с Лидией Ланч и Kiss You Kidnapped Charabanc с Никки Садденом. Умер 30 декабря 2009 года от рака печени. Ник Кейв сказал о покойном: «Роланд был самым уникальным, одарённым и бескомпромиссным гитаристом Австралии. Он был хорошим другом. Его будет многим не хватать». В начале 2012 года в Мельбурне состоялся концерт памяти Ховарда, в котором приняли участие Мик Харви, Филл Калверт и сестра Роуленда Анджела Ховард.
Филл Калверт был участником группы The Psychedelic Furs c 1982 по 1984 годы, с 1985 до конца десятилетия играл в Blue Ruin. Впоследствии принимал участие в деятельности нескольких малоизвестных мельбурнских групп: In Vivo, The Sunday Kind, Sugarhips, Bulletproof и, в настоящее время, The Enthusiasts.
Трейси Пью продолжал принимать тяжёлые наркотики. Вскоре он начал страдать от эпилептических припадков и умер от кровоизлияния в мозг 7 ноября 1986 года, в возрасте 28 лет.

## Дискография
The Boys Next Door
- 1979 — Door, Door
- 1980 — Hee Haw
- 1980 — The Birthday Party

The Birthday Party
- 1981 — Prayers on Fire
- 1982 — Junkyard
- 1985 — It’s Still Living
- 1988 — Mutiny/The Bad Seed